# Jerzy Żeligowski
Jerzy Żeligowski (ur. 29 kwietnia 1958, zm. 15 listopada 2012) – polski lekkoatleta i trener, skoczek w dal, halowy mistrz Polski (1986). Reprezentant Polski.

## Kariera sportowa
Był zawodnikiem AZS Poznań, specjalizującym się w skoku w dal. W swojej karierze zdobył wicemistrzostwo Polski w 1986 i brązowym medal mistrzostw Polski w 1987. Był także halowym mistrzem Polski w 1986, wicemistrzem w 1982 i brązowym medalistą w tych zawodach w 1985. W 1986 reprezentował Polskę na halowych mistrzostwach Europy, zajmując 13 miejsce, wynikiem 7,61.
Po zakończeniu kariery pracował jak trener w Studium Wychowania Fizycznego i Sportu Uniwersytetu im. Adama Mickiewicza w Poznaniu oraz w klubie UAM Triathlon Poznań, gdzie od 2004 zajmował się triathlonem.
Rekord życiowy: 7,98 (19 czerwca 1985, Warszawa) / 8,12w (29 czerwca 1986, Grudziądz), w hali: 7,80 (luty 1986, Zabrze).